# Gran Premi de la vila de Rennes
El Gran Premi de la vila de Rennes (en francès Grand Prix Cycliste de la Ville de Rennes) és una competició ciclista francesa que es disputa anualment cada mes d'abril pels voltants de la vila de Rennes, a la Bretanya. Des del 2005 forma part del circuit UCI Europe Tour, amb una categoria 1.1.
La primera edició es disputà el 1979, sent el vencedor Yvon Bertin.

## Palmarès
| Any  | Vencedor                | Segon                  | Tercer               |
| ---- | ----------------------- | ---------------------- | -------------------- |
| 1979 | Yvon Bertin             | Patrick Friou          | Jean-René Bernaudeau |
| 1980 | Bernard Vallet          | Maurice Le Guilloux    | Yvon Bertin          |
| 1981 | Jean Chassang           | Pierre-Henri Menthéour | Francis Castaing     |
| 1982 | Jean-François Rault     | Bernard Vallet         | Greg LeMond          |
| 1983 | Dominique Arnaud        | Christian Levavasseur  | Dominique Gaigne     |
| 1984 | Bruno Wojtinek          | Vincent Lavenu         | Dominique Lecrocq    |
| 1985 | Gilbert Duclos-Lassalle | Régis Simon            | Bruno Cornillet      |
| 1986 | Éric Boyer              | Pierre Le Bigault      | Vincent Lavenu       |
| 1987 | Jean-François Bernard   | Jean-Claude Colotti    | Marc Gomez           |
| 1988 | Ronan Pensec            | Jean-Claude Colotti    | Dave Mann            |
| 1989 | Jan Bogaert             | Walter Dalgal          | Marc Madiot          |
| 1990 | Edwin Bafcob            | Eric Caritoux          | Wim van Eynde        |
| 1991 | Kim Andersen            | Luc Leblanc            | Marc Wauters         |
| 1992 | Jean-Cyril Robin        | Frank van den Abeele   | Rik Coppens          |
| 1993 | Eddy Seigneur           | François Simon         | Thierry Claveyrolat  |
| 1994 | Gilles Delion           | Nicolas Aubier         | Ronan Pensec         |
| 1995 | Peter de Clercq         | Christophe Mengin      | Willy Willems        |
| 1996 | Nicolas Jalabert        | Jacky Durand           | Gilles Talmant       |
| 1997 | Nicolas Jalabert        | Marc Streel            | Olivier Perraudeau   |
| 1998 | Pascal Chanteur         | Gilles Bouvard         | Carlos Da Cruz       |
| 1999 | Max van Heeswijk        | Pascal Chanteur        | Cristian Moreni      |
| 2000 | Gordon Fraser           | Marcel Wüst            | Max van Heeswijk     |
| 2001 | Davide Casarotto        | Scott Sunderland       | Davide Bramati       |
| 2002 | Kirk O'Bee              | Vassili Davidenko      | Alberto Ongarato     |
| 2003 | Oleg Grischkin          | Andris Nauduzs         | Jeremy Hunt          |
| 2004 | Andrus Aug              | Saulius Ruskys         | Kirk O'Bee           |
| 2005 | Ludovic Turpin          | Daniele Contrini       | Sébastien Duret      |
| 2006 | Paride Grillo           | Gabriele Balducci      | Hans Dekkers         |
| 2007 | Sergiy Matveyev         | Maryan Hary            | Cyril Gautier        |
| 2008 | Mikhailo Khalilov       | Sébastien Chavanel     | Jimmy Casper         |